# Grand Prix Formule 1 van België 1958
De Grand Prix Formule 1 van België 1958 werd gehouden op 15 juni op het circuit van Spa-Francorchamps in Stavelot. Het was de vijfde race van het seizoen. Tijdens deze race ging voor het eerst in de geschiedenis van de Formule 1 een vrouw van start. De Italiaanse Maria Teresa de Filippis werd tiende.

## Uitslag
| Pos. | Nr. | Coureur                  | Constructeur  | Rondes | Tijd / Oorzaak uitval | Grid | Punten |
| ---- | --- | ------------------------ | ------------- | ------ | --------------------- | ---- | ------ |
| 1    | 4   | Tony Brooks              | Vanwall       | 24     | 1:37:06.3             | 5    | 8      |
| 2    | 16  | Mike Hawthorn            | Ferrari       | 24     | +20,7 s               | 1    | 7S     |
| 3    | 6   | Stuart Lewis-Evans       | Vanwall       | 24     | +3:00.9               | 11   | 4      |
| 4    | 40  | Cliff Allison            | Lotus-Climax  | 24     | +4:15.5               | 12   | 3      |
| 5    | 10  | Harry Schell             | BRM           | 23     | +1 Ronde              | 7    | 2      |
| 6    | 20  | Olivier Gendebien        | Ferrari       | 23     | +1 Ronde              | 6    |        |
| 7    | 28  | Maurice Trintignant      | Maserati      | 23     | +1 Ronde              | 16   |        |
| 8    | 24  | Roy Salvadori            | Cooper-Climax | 23     | +1 Ronde              | 13   |        |
| 9    | 36  | Joakim Bonnier           | Maserati      | 22     | +2 Rondes             | 14   |        |
| 10   | 26  | Maria Teresa de Filippis | Maserati      | 22     | +2 Rondes             | 19   |        |
| DNF  | 38  | Paco Godia               | Maserati      | 22     | Motor                 | 18   |        |
| DNF  | 22  | Jack Brabham             | Cooper-Climax | 16     | Oververhitting        | 8    |        |
| DNF  | 42  | Graham Hill              | Lotus-Climax  | 12     | Motor                 | 15   |        |
| DNF  | 18  | Luigi Musso              | Ferrari       | 5      | Ongeluk               | 2    |        |
| DNF  | 14  | Peter Collins            | Ferrari       | 5      | Oververhitting        | 4    |        |
| DNF  | 8   | Jean Behra               | BRM           | 5      | Oliedruk              | 10   |        |
| DNF  | 32  | Wolfgang Seidel          | Maserati      | 4      | Aandrijving           | 17   |        |
| DNF  | 2   | Stirling Moss            | Vanwall       | 0      | Motor                 | 9    |        |
| DNF  | 30  | Masten Gregory           | Maserati      | 0      | Motor                 | 3    |        |

## Noot
- Eerste pole position voor Mike Hawthorn.
- Eerste podiumplaats voor Stuart Lewis-Evans.

1925 · 1930 · 1931 · 1933 · 1934 · 1935 · 1937 · 1939 · 1947 · 1949 · 1950 · 1951 · 1952 · 1953 · 1954 · 1955 · 1956 · 1958 · 1960 · 1961 · 1962 · 1963 · 1964 · 1965 · 1966 · 1967 · 1968 · 1970 · 1972 · 1973 · 1974 · 1975 · 1976 · 1977 · 1978 · 1979 · 1980 · 1981 · 1982 · 1983 · 1984 · 1985 · 1986 · 1987 · 1988 · 1989 · 1990 · 1991 · 1992 · 1993 · 1994 · 1995 · 1996 · 1997 · 1998 · 1999 · 2000 · 2001 · 2002 · 2004 · 2005 · 2007 · 2008 · 2009 · 2010 · 2011 · 2012 · 2013 · 2014 · 2015 · 2016 · 2017 · 2018 · 2019 · 2020 · 2021 · 2022 · 2023 · 2024 · 2025 · 2026 · 2027 · 2029 · 2031
Als eretitel: 1923 (Italië) · 1924 (Frankrijk) · 1925 (België) · 1926 (San Sebastián) · 1927 (Italië) · 1928 (Italië) · 1930 (België) · 1947 (België) · 1948 (Zwitserland) · 1949 (Italië) · 1950 (Groot-Brittannië) · 1951 (Frankrijk) · 1952 (België) · 1954 (Duitsland) · 1955 (Monaco) · 1956 (Italië) · 1957 (Groot-Brittannië) · 1958 (België) · 1959 (Frankrijk) · 1960 (Italië) · 1961 (Duitsland) · 1962 (Nederland) · 1963 (Monaco) · 1964 (Groot-Brittannië) · 1965 (België) · 1966 (Frankrijk) · 1967 (Italië) · 1968 (Duitsland) · 1972 (Groot-Brittannië) · 1973 (België) · 1974 (Duitsland) · 1975 (Oostenrijk) · 1976 (Nederland) · 1977 (Groot-Brittannië)
Als alleenstaande race: 1983 · 1984 · 1985 · 1993 · 1994 · 1995 · 1996 · 1997 · 1999 · 2000 · 2001 · 2002 · 2003 · 2004 · 2005 · 2006 · 2007 · 2008 · 2009 · 2010 · 2011 · 2012 · 2016